# Nationale Straßen-Radsportmeister 2018
Die ersten Nationalen Straßen-Radsportmeisterschaften 2018 werden im Januar in Australien und Neuseeland ausgetragen. In den meisten anderen Nationen hingegen finden die jeweiligen Austragungen Ende Juni statt.
| Nation                       | Trikot | Straßenrennen – Männer   | Einzelzeitfahren – Männer  | Straßenrennen – Frauen     | Einzelzeitfahren – Frauen  |
| ---------------------------- | ------ | ------------------------ | -------------------------- | -------------------------- | -------------------------- |
| Albanien                     |        | Ylber Sefa               | Eugert Zhupa               |                            |                            |
| Algerien                     |        | Youcef Reguigui          | Azzedine Lagab             | Racha Belkacem Ben Ouanane | Racha Belkacem Ben Ouanane |
| Angola                       |        | Jose Panzo               | Dário António              |                            |                            |
| Argentinien                  |        | Ruben Ramos              | Emiliano Ibarra            | Maribel Aguirre            | Estefania Pilz             |
| Aserbaidschan                |        | Kirill Posdnjakow        | Elchin Asadov              |                            | Olena Pawluchina           |
| Australien                   |        | Alexander Edmondson      | Rohan Dennis               | Shannon Malseed            | Katrin Garfoot             |
| Äthiopien                    |        |                          | Tsgabu Grmay               | Selam Amha                 | Selam Amha                 |
| Belgien                      |        | Yves Lampaert            | Victor Campenaerts         | Annelies Dom               | Ann-Sophie Duyck           |
| Belize                       |        | Joslyn Chavarria         | Giovanni Lovell            | Alicia Thompson            | Kaya Cattouse              |
| Bermuda                      |        | Dominique Mayho          | Conor White                | Caitlin Conyers            | Caitlin Conyers            |
| Bosnien und Herzegowina      |        | Ivan Siric               |                            |                            |                            |
| Brasilien                    |        | Rodrigo Nascimento       | Lauro Cesar Chaman         | Flavia Oliveira            | Tamires Fanny Radatz       |
| Bulgarien                    |        | Nikolaj Michajlow        | Radoslaw Konstantinow      |                            |                            |
| Costa Rica                   |        | Joseph Chavarria         | Brian Salas                | Maria Jose Vargas          | Maria Jose Vargas          |
| Dänemark                     |        | Michael Mørkøv           | Martin Toft Madsen         | Amalie Dideriksen          | Cecilie Uttrup Ludwig      |
| Deutschland                  |        | Pascal Ackermann         | Tony Martin                | Liane Lippert              | Lisa Brennauer             |
| Ecuador                      |        | Jefferson Cepeda         | Jefferson Cepeda           | Samia Flores               | Nicole Narvaez             |
| El Salvador                  |        |                          | Giovanni Guevara           |                            | Roxana Ortiz               |
| Eritrea                      |        | Merhawi Kudus            | Daniel Teklehaimanot       |                            |                            |
| Estland                      |        | Mihkel Raim              | Tanel Kangert              | Liisa Ehrberg              | Liisi Rist                 |
| Fidschi                      |        | Chris O’Neal             | Chris O’Neal               |                            |                            |
| Finnland                     |        | Anders Bäckman           | Johan Nordlund             | Lotta Lepistö              | Lotta Lepistö              |
| Frankreich                   |        | Anthony Roux             | Pierre Latour              | Aude Biannic               | Audrey Cordon-Ragot        |
| Georgien                     |        | Tamaz Tsereteli          | Tamaz Tsereteli            |                            |                            |
| Griechenland                 |        | Polychronis Tzortzakis   | Stylianos Farantakis       | Argyro Milaki              | Varvara Fasoi              |
| Großbritannien               |        | Connor Swift             | Geraint Thomas             | Jessica Roberts            | Hannah Barnes              |
| Guatemala                    |        | Mardoqueo Vasquez        | Manuel Rodas               | Gabriela Soto Lopez        | Nicolle Bruderer           |
| Hongkong                     |        | Ko Siu Wai               | Ho Burr                    | Pang Yao                   | Yang Qianyu                |
| Indonesien                   |        | Abdul Gani               | Dealton Nur Arif Prayogo   | Yanthi Fuchiyanti          | Yanthi Fuchiyanti          |
| Iran                         |        | Saeid Safarzadeh         | Mirsamad Pourseyedi        |                            |                            |
| Irland                       |        | Conor Dunne              | Ryan Mullen                | Eve McCrystal              | Kelly Murphy               |
| Island                       |        | Ingvar Ómarsson          | Rúnar Örn Ágústsson        | Ágústa Edda Björnsdóttir   | Rannveig Anna Guicharnaud  |
| Israel                       |        | Roy Goldstein            | Omer Goldstein             | Omer Shapira               | Rotem Gafinovitz           |
| Italien                      |        | Elia Viviani             | Gianni Moscon              | Marta Cavalli              | Elena Cecchini             |
| Japan                        |        | Genki Yamamoto           | Kazushige Kuboki           | Eri Yonamine               | Eri Yonamine               |
| Kanada                       |        | Antoine Duchesne         | Svein Tuft                 | Katherine Maine            | Leah Kirchmann             |
| Kasachstan                   |        | Alexei Luzenko           | Daniil Fominych            |                            | Natalya Saifutdinowa       |
| Kolumbien                    |        | Sergio Henao             | Egan Bernal                | Katherin Montoya           |                            |
| Kosovo                       |        | Samir Hasani             | Egzon Misini               |                            |                            |
| Kroatien                     |        | Viktor Potočki           | Josip Rumac                | Mia Radotic                | Mia Radotic                |
| Kuba                         |        | Emilio Perez             | Pedro Portuondo            | Yudelmis Dominguez         | Marlies Mejías             |
| Kuwait                       |        | Saeid Jafer Alali        | Saeid Jafer Alali          | Najla Aljuraiwi            | Latefa Alyaseen            |
| Lettland                     |        | Krists Neilands          | Toms Skujiņš               | Lija Laizāne               | Lija Laizāne               |
| Libanon                      |        | Rachid Elias Abou        | Abdallah Al Er             |                            |                            |
| Litauen                      |        | Gediminas Bagdonas       | Gediminas Bagdonas         | Rasa Leleivytė             | Daiva Tušlaitė             |
| Luxemburg                    |        | Bob Jungels              | Bob Jungels                | Christine Majerus          | Christine Majerus          |
| Marokko                      |        | Kouna Abdessadek         | Kouna Abdessadek           | Fatima Zahra El Hayani     | Fatima Zahra El Hayani     |
| Mauritius                    |        | Gregory Rougier-Lagane   | Christopher Rougier-Lagane |                            |                            |
| Nordmazedonien               |        | Andrej Petrovski         | Aleksandar Cavleski        |                            | Aneta Antovska             |
| Mexiko                       |        | Orlando Garibay          | Luis Villalobos Hernandez  | Brenda Alexandra Santoyo   | Ingrid Drexel              |
| Moldau                       |        | Maxim Rusnac             | Nicolae Tanovitchii        |                            |                            |
| Mongolei                     |        | Maral-erdene Batmunkh    | Maral-erdene Batmunkh      | Jamsran Ulzii-Solongo      | Jamsran Ulzii-Solongo      |
| Montenegro                   |        | Goran Cerovic            |                            |                            |                            |
| Namibia                      |        | Martin Freyer            | Drikus Coetzee             | Vera Adrian                | Irene Steyn                |
| Neuseeland                   |        | Jason Christie           | Hamish Bond                | Georgia Williams           | Georgia Williams           |
| Niederlande                  |        | Mathieu van der Poel     | Dylan van Baarle           | Chantal Blaak              | Ellen van Dijk             |
| Norwegen                     |        | Vegard Stake Laengen     | Edvald Boasson Hagen       | Vita Heine                 | Line Marie Gulliksen       |
| Österreich                   |        | Lukas Pöstlberger        | Georg Preidler             | Sarah Rijkes               | Martina Ritter             |
| Panama                       |        | Christofer Robin Jurado  | Franklin Archibold         | Yineth Cubilla             | Annibel Prieto             |
| Polen                        |        | Michał Kwiatkowski       | Maciej Bodnar              | Małgorzata Jasińska        | Małgorzata Jasińska        |
| Puerto Rico                  |        | Elvis Reyes              | Elvis Reyes                | Donelys Cariño             | Donelys Cariño             |
| Portugal                     |        | Domingos Gonçalves       | Domingos Gonçalves         | Daniela Reis               | Daniela Reis               |
| Ruanda                       |        | Didier Munyaneza         | Joseph Areruya             | Xaverine Nirere            | Jacqueline Tuyishimire     |
| Rumänien                     |        | Eduard Michael Grosu     | Eduard Michael Grosu       | Ana Covrig                 | Ana Covrig                 |
| Russland                     |        | Iwan Rowny               | Artjom Owetschkin          |                            | Olga Sabelinskaja          |
| Schweden                     |        | Lucas Eriksson           | Tobias Ludvigsson          | Emilia Fahlin              | Lisa Nordén                |
| Schweiz                      |        | Steve Morabito           | Stefan Küng                | Jolanda Neff               | Nicole Hanselmann          |
| Serbien                      |        | Dušan Rajović            | Veljko Stojnic             | Jelena Erić                | Jelena Erić                |
| Singapur                     |        | Choon Huat Goh           | Choon Huat Goh             | Jer Ling Lee               | Ling Er Choo               |
| Slowakei                     |        | Peter Sagan              | Marek Čanecký              | Tereza Medveďová           | Tatiana Jaseková           |
| Slowenien                    |        | Matej Mohorič            | Jan Tratnik                | Polona Batagelj            | Eugenia Bujak              |
| Spanien                      |        | Gorka Izagirre           | Jonathan Castroviejo       | Eider Merino               | Margarita Victoria García  |
| Südafrika                    |        | Daryl Impey              | Daryl Impey                | Carla Oberholzer           | Liezel Jordaan             |
| Südkorea                     |        | Seo Joon-yong            | Na Ah-reum                 | Na Ah-reum                 |                            |
| Tschechien                   |        | Josef Černý              | Josef Černý                | Jarmila Machačová          | Tereza Korvasova           |
| Tunesien                     |        | Ali Nouisri              | Ali Nouisri                |                            |                            |
| Türkei                       |        | Onur Balkan              | Ahmet Örken                | Ece Calp                   | Esin Yilmaz                |
| Ukraine                      |        | Oleksandr Poliwoda       | Andrij Hrywko              | Olha Schekel               | Walerija Kononenko         |
| Ungarn                       |        | Barnabás Peák            | Barnabás Peák              | Barbara Benkó              | Adrienn Hajnal             |
| Uruguay                      |        |                          | Robert Mendez              |                            |                            |
| Usbekistan                   |        | Akramjon Sunnatow        | Murodjon Xolmurodov        | Ekaterina Knebelewa        | Renata Baimetowa           |
| Venezuela                    |        |                          | Pedro Gutiérrez            | Yngrid Porras              | Danielys García            |
| Vereinigte Arabische Emirate |        | Yousef Mirza Bani Hammad | Yousef Mirza Bani Hammad   |                            |                            |
| Vereinigte Staaten           |        | Jonathan Brown           | Joey Rosskopf              | Coryn Rivera               | Amber Neben                |
| Belarus                      |        | Stanislau Baschkou       | Wassil Kiryjenka           | Alena Amjaljussik          | Alena Amjaljussik          |
| Zypern                       |        | Alexandros Matsangos     | Andreas Miltiadis          | Antri Christoforou         | Antri Christoforou         |